# جون إنغرام
جون إنغرام (بالإنجليزية: John Ingram)‏ هو مهندس نيوزيلندي، ولد في 3 سبتمبر 1924، وتوفي في 1 أبريل 2015.